# 冀洲
冀洲（1929年—），原名贾玉，曾用名王千一，男，山东茌平人，中国作曲家，曾任中国音乐家协会常务理事，贵州省文联副主席，贵州省音乐家协会主席。